# Сборная малых народов
«Сборная малых народов» — команда КВН из Москвы, представляющая Московскую финансово-юридическую академию. Образована 13 апреля 2002 года.

## Название
Название команды объясняется малочисленностью состава. Изначально «Сборная малых народов» состояла всего лишь из двух человек: Николая Гигани и Рената Фатхуллина.

## История в КВН
По результатам Международного фестиваля в Сочи «КиВиН 2004» команда КВН «Сборная малых народов» была приглашена в сезон Премьер-лиги. В своей первой игре команда заняла второе место, показав песню про мамонтёнка под музыку группы «Rammstein». В четвертьфинале команда также заняла второе место и прошла в полуфинал, где заняла третье место, уступив «Мегаполису» и «Региону-13», и не попала в финал.
В сезоне Премьер-лиги 2005 команда вступила в увеличенном составе — «Малые народы женились!» — вместе с Николаем и Ренатом выступали Екатерина Варнава и Мария Кравченко, участницы женской команды КВН «Сборная МИСиС». В ⅛ финала команда заняла первое место, получив высший балл за музыкальный конкурс — ремейк фильма «Три плюс два». В четвертьфинале команда была второй, уступив лишь «МаксимуМу». В полуфинале команда показала костюмированный номер в стиле «Семейки Адамс» и, заняв второе место, получила путёвку в финал, где, несмотря на лучшее музыкальное задание по мотивам фильма «Мэри Поппинс, до свидания!» и полученный за него высший балл, команда заняла последнее, четвёртое место.
По результатам Международного фестиваля в Сочи «КиВиН 2006» команда была приглашена в сезон Высшей лиги 2006. «Сборная малых народов» участвовала во второй ⅛ финала |Высшей лиги], где их соперниками были команды «ЛУНа», «ПриМа» и «Нефтегаз». Команда заняла последнее место и не прошла в ¼ финала.
Последний раз в рамках КВН «Сборная малых народов» (Гигани и Фатхуллин) выступила на Международном фестивале в Сочи «КиВиН 2007». Команда показала номера и шутки на тему системы КВН и его руководства. Через два дня после выступления появилось «Заявление Сборной малых народов», окончательно подтвердившее уход команды из КВН.
В мае 2009 года, при поддержке фонда «Волонтеры в помощь детям-сиротам», «Российского союза молодёжи», «Международного союза КВН» и сайта «КВН для всех», «Сборная малых народов» организовала благотворительный концерт «Детство с улыбкой».
В 2015 году «Сборная малых народов» объявила о возвращении в КВН. 29 апреля 2015 года на сцене Дома КВН команда заняла 1 место в 1/8 Центральной Лиги Москвы и Подмосковья, набрав 5,7 балла, и вышла в четвертьфинал.

## История после КВН
- Николай Гигани являлся ведущим передачи «Рекламный облом» на телеканале РЕН ТВ. В данный момент является Руководителем отдела нефтегазового оборудования компании LD.
- Ренат Фатхуллин — ведущий и креативный редактор «Всероссийской Юниор-лиги КВН»[8].
- Мария Кравченко принимает участие в юмористическом шоу «Comedy Woman»[9].
- Екатерина Варнава принимает участие в юмористическом шоу «Comedy Woman» в образе «секс-символа шоу», а также занимается постановкой хореографических номеров[10].
- Александра Волковская совместно с Иваном Ургантом вела передачу «Цирк со звёздами»[11], а также принимала участие в передаче «Весна с Иваном Ургантом».

## Достижения и титулы
- Чемпионы Межрегиональной лиги КВН «Поволжье» 2003[12]
- Полуфиналисты Премьер-лиги 2004
- Участники музыкального фестиваля «Голосящий КиВиН» в Юрмале 2005
- Финалисты Премьер-Лиги 2005
- Участники Высшей лиги 2006

## Состав команды
- Николай Гигани — капитан
- Ренат Фатхуллин
- Мария Кравченко
- Екатерина Варнава
- Александра Волковская